# 8677 Charlier
A 8677 Charlier (ideiglenes jelöléssel 1992 ES5) a Naprendszer kisbolygóövében található aszteroida. Az UESAC program keretében fedezték fel 1992. március 2-án.